# 久保恵三郎
久保 恵三郎（くぼ けいざぶろう）は、日本の俳優・牧師。

## 略歴
年齢非公表。昭和一桁生まれとしている。早稲田大学文学部にて演劇を専攻する。
1956年の松竹『続二等兵物語・南方孤島の巻』に端役として出演する。その他、時代劇映画や戦争映画など十数本の映画出演の末、1961年の松竹『兵六大臣行状記 漁色のこよみ』および松竹『第三捜査命令』の後、1995年まで映画出演はしていない。電通に就職し、定年まで勤務する。定年後、同志社大学でキリスト教を学び、牧師の資格をとる。
1995年の呉子牛監督の中国映画『南京1937』の撮影に応募し、実在の将軍である松井石根の役で日本語の台詞つきで出演する。同作品の日本上映に動き、1998年に実現する。1995年の日本映画『南の島に雪が降る』にも出演する。
2001年より、西宮市にて『シャロンの花教会』の牧師となる。

## 主な出演映画
- 続二等兵物語・南方孤島の巻　（1956年 松竹）
- 伝七捕物帖　女狐駕篭　（1956年 松竹）
- 続二等兵物語　決戦体制の巻　（1957年 松竹）
- 赤城の子守唄　（1957年 松竹）
- りんどう鴉　（1957年 松竹）
- 忍者武者修行　（1960年 松竹）
- 南京1937　（1995年 中国・香港合作映画）
- 南の島に雪が降る　（1995年 リバース）- 95年の叶谷 役